# Lagangilang (Abra)
Lagangilang is een gemeente in de Filipijnse provincie Abra op het eiland Luzon. Bij de laatste census in 2007 had de gemeente ruim 13 duizend inwoners.

## Geografie

### Bestuurlijke indeling
Lagangilang is onderverdeeld in de volgende 17 barangays:
| - Aguet - Bacooc - Balais - Cayapa - Dalaguisen - Laang - Lagben - Laguiben - Nagtipulan | - Nagtupacan - Paganao - Pawa - Poblacion - Presentar - San Isidro - Tagodtod - Taping |

## Demografie
Lagangilang had bij de census van 2007 een inwoneraantal van 13.490 mensen. Dit zijn 1.417 mensen (11,7%) meer dan bij de vorige census van 2000. De gemiddelde jaarlijkse groei komt daarmee uit op 1,54%, hetgeen lager is dan het landelijk jaarlijks gemiddelde over deze periode (2,04%). Vergeleken met de census van 1995 is het aantal mensen met 1.467 (12,2%) toegenomen.

De bevolkingsdichtheid van Lagangilang was ten tijde van de laatste census, met 13.490 inwoners op 86,7 km², 155,6 mensen per km².